# Myza
Myza is een geslacht van zangvogels uit de familie honingeters (Meliphagidae).

## Soorten
Het geslacht kent de volgende soorten:
- Myza celebensis – Sulawesihoningzuiger
- Myza sarasinorum – Mengkokahoningzuiger